# Mall of the Emirates
Die Mall of the Emirates (MOE) ist ein Einkaufszentrum in Dubai. Es befindet sich im Stadtteil Al-Barsha, direkt an der Sheikh Zayed Road. Der Betreiber der Anlage ist die Majid Al Futtaim Holding (MAF Holding). Die Eröffnung fand am 28. September 2005 statt.
Mit einer Einkaufsfläche von 223.000 Quadratmetern war die Mall of the Emirates eines der größten Einkaufszentren der Welt. Die Ende 2008 fertiggestellte Dubai Mall und die im Bau befindliche Mall of Arabia übertreffen sie jedoch.
Insgesamt gibt es in der Mall of the Emirates über 400 Geschäfte aller Branchen, zumeist aus dem Luxusbereich. Es sind sowohl arabische, als auch westliche Einzelhandelsketten vertreten. Hinzu kommen über 65 Restaurants in den Food-Courts, einzelne Coffee-Shops sowie ein großer Supermarkt.
Neben den Geschäften bietet die Mall einen Kinokomplex mit vierzig Leinwänden, einen Spielplatz für Kinder sowie ein Theater. Hauptattraktion ist die angrenzende Ski-Dubai-Halle. Sie ist durch ein über mehrere Etagen gehendes Schaufenster vom Einkaufszentrum abgegrenzt.
Die Mall of the Emirates ist seit September 2009 auch über eine eigene Station der Dubai Metro erreichbar.

## Galerie

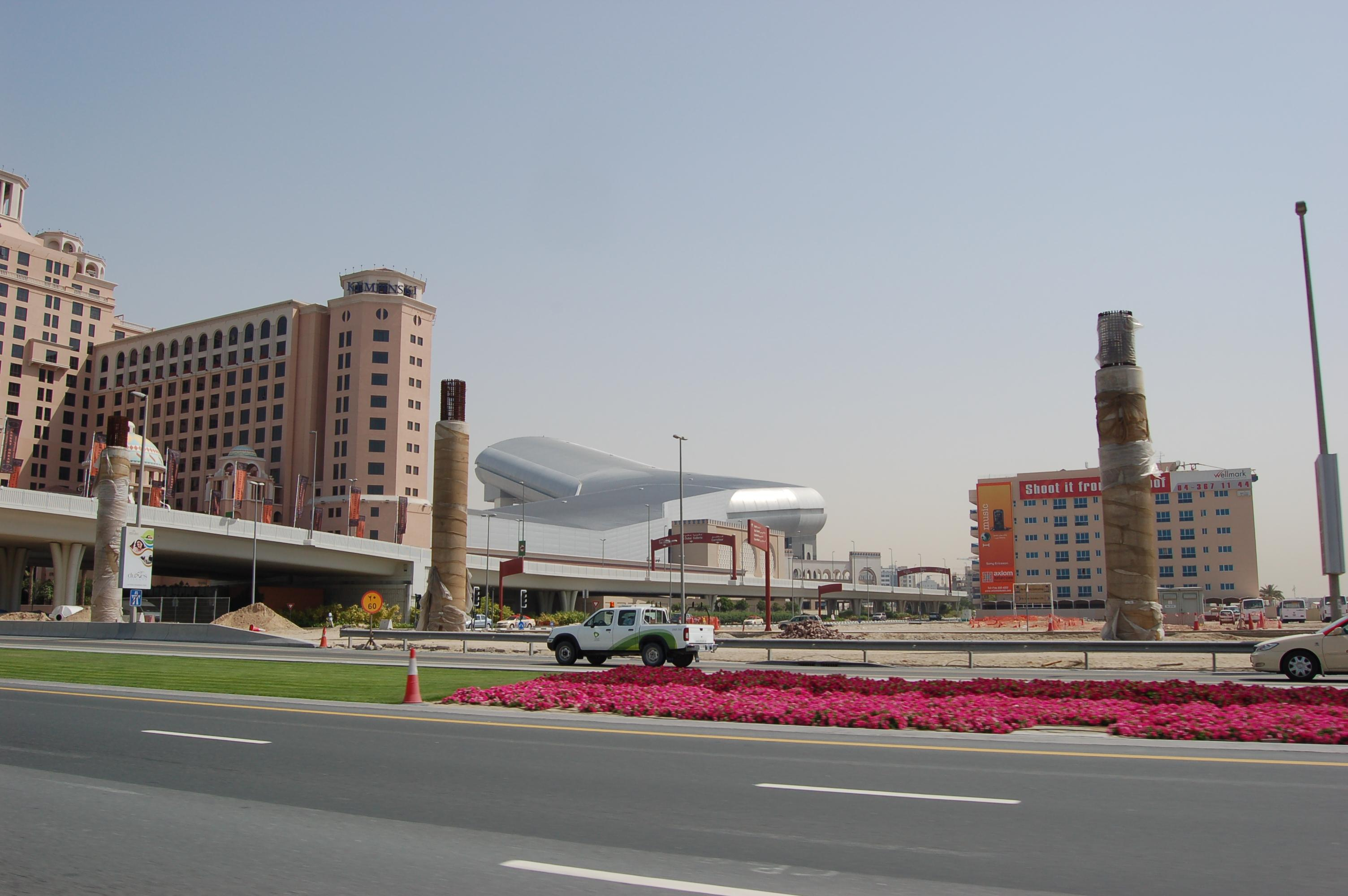
Blick von der Sheikh Zayed Road
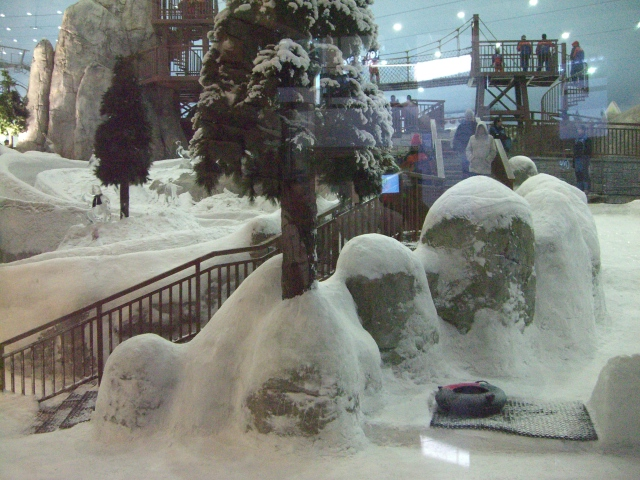
Ski Dubai